# Zogbodomey
Zogbodomey  ist eine Stadt, ein Arrondissement und eine 600 km² große Kommune in Benin. Sie liegt im Département Zou. 

## Demografie und Verwaltung
Das Arrondissement Zogbodomey hatte bei der Volkszählung im Mai 2013 eine Bevölkerung von 10.710 Einwohnern, davon waren 5179 männlich und 5531 weiblich. Die gleichnamige Kommune zählte zum selben Zeitpunkt 92.935 Einwohner, davon 45.273 männlich und 47.662 weiblich.
Die zehn weiteren Arrondissements der Kommune sind Akiza, Avlamè, Cana I und II, Domè, Koussoukpa, Kpokissa, Massi, Tanwé-Hessou und Zoukou. Kumuliert umfassen alle elf Arrondissements 80 Dörfer.